# Bayındır (Oghouzes)
Pour l’article homonyme, voir Bayindir.
Les bayındırs (azéri : Bayandur, turc : Bayındır, Turkmen), est une des 22 à 24 maison aristocratique Oghouze, et plus précisément l'une des 7 maison princière originelles qui composent le Khaganat Kimek, ils rejoignent ensuite les Turcs Oghouze. Les bayındırs sont originaires d'Asie centrale.

## Histoire

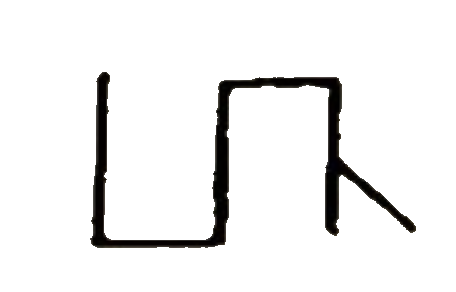
Variante Selçukname

Les bayındır sont connus de sources arabes et persanes.
Les bayındır sont l'une des 7 maisons princières originales qui composent la confédération Kimek, avec les Imur  /Imi, les Imak   Tatar, les Kipchak, les Lanikaz et les Ajlad. Les Kimek sont originaires des steppes d'Asie centrale et ont migré vers le territoire de l'actuel Kazakhstan. Les bayındır, faisant partie des Kimek, sont mentionnés par Gardizi.
Les bayındır quittent les Kimek et rejoignent les Oghouzes. Après s'être désintégrée, la moitié s'est unie aux Kipchaks. Alors qu'ils font partie des Oghouzes, ils sont mentionnés par Kashgari. Ils sont décrits dans les Annales russes sur les événements du XIe siècle alors qu'ils font partie des Kipchaks.

### Aq Qoyunlu

Version Aq Qoyunlu

L'Aq Qoyunlu est appelé bayındıriyye dans les sources iraniennes , et ottomanes. Leurs sultans revendiquent un lignage avec le Khan des Bayindir, qui est un petit-fils d'Oguz Khagan, l'ancêtre légendaire des Turcs Oghouze.
Ouzoun Hassan a l'habitude d'affirmer qu'il est un « descendant honorable d'Oghouze Khan et de son petit-fils, bayındır Khan ». Dans une lettre datant de l'année 1470, qui est envoyée à Şehzade Bayezid, alors gouverneur d'Amasya, Ouzoun Hassan écrit que ceux des bayındır et Bayat, ainsi que d'autres prince qui appartiennent aux « Oghouze il », et autrefois habitant Mangyshlak, Khwarazm et le Turkestan, vint servir dans sa cour. Il fait également du tamga bayındır le symbole de son état. Pour cette raison, Les tamga bayındırs se retrouvent dans les pièces de monnaie Aq Qoyunlu, leurs documents officiels, les inscriptions et les drapeaux.

## Bayındır aujourd'hui
Aujourd'hui au Turkménistan, il y a un village qui s'appelle Baýyndyroý dans le district de Köneürgenç, à Daşoguz welaýat. Il y a également une source appelée Bagandar dans le district de Garrygala du Balkan welaýat. Il existe également des urugs (petits clans) appelés Baýyndyr parmi les populations turkmènes de Gökleň et Çandyr.